# Fritz Müller (Raumfahrtingenieur)

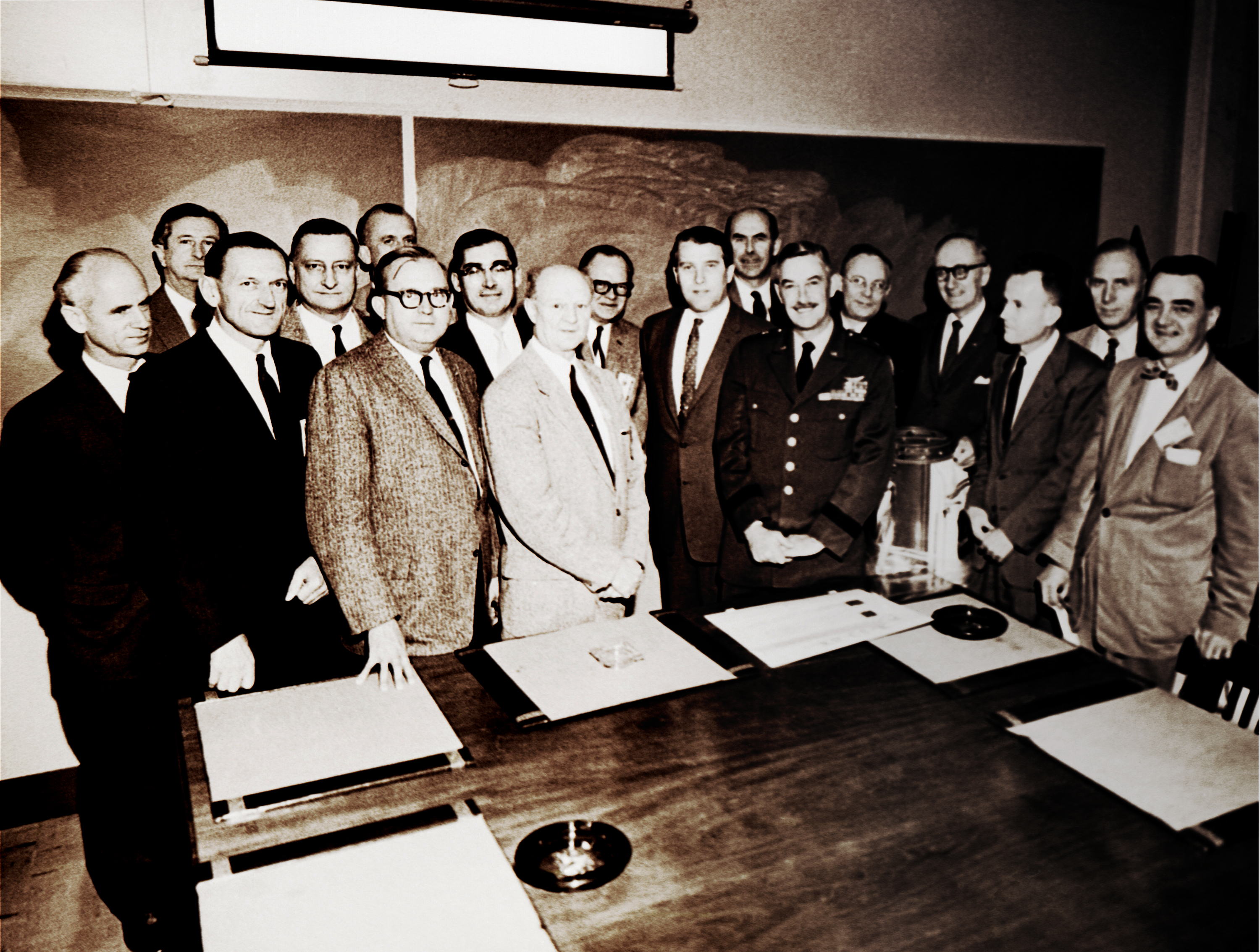
Wernher von Braun und Mitarbeiter im Herbst 1959 in Huntsville (Alabama). Auf der Fotografie sichtbar: Ernst Stuhlinger, Friedrich von Saurma, Fritz Müller, Hermann Weidner, Erich W. Neubert (teilweise verdeckt), Willy Mrazek, Karl Heimburg, Arthur Rudolph, Otto Hoberg, von Braun, Oswald Lange, General Bruce Medaris, Helmut Hölzer, Hans Maus, Ernst Geissler, Hans Hüter und George Constan.

Fritz K. Müller (* 27. Oktober 1907 in Schalkau, Thüringen; † 15. Mai 2001 in Huntsville, Alabama) war ein deutsch-amerikanischer Raumfahrtingenieur.

## Leben
Fritz Müller wurde 1933 bei der Kreiselgeräte GmbH angestellt, wo er seine künftige Frau Ursula kennenlernte. Er gehörte zu den ersten Mitgliedern der Mannschaft für die Raketenentwicklung um Wernher von Braun, mit dem er ab 1935 zusammenarbeitete.
Nach dem Ende des Zweiten Weltkriegs emigrierte er im Zuge der Operation Paperclip in die USA, wo er half, die Leitsysteme der PGM-11 Redstone, PGM-19 Jupiter, MGM-31 Pershing und der Saturn-I-Raketen zu entwickeln.
Müller entwickelte den PIGA-Beschleunigungsmesser, der auf dem Leitsystem der V2-Rakete beruhte. Er war auch maßgeblich an der Entwicklung des Gyroskops für die Saturn-V-Rakete beteiligt.
1960 verließ er die NASA und ging in die private Industrie.